# Didyctium brunnea
Didyctium brunnea is een vliesvleugelig insect uit de familie van de Figitidae. De wetenschappelijke naam van de soort is voor het eerst geldig gepubliceerd in 1973 door Belizin.